# ويلسون الكورو
ويلسون الكورو (بالإسبانية: Wilson Alcorro)‏ مواليد 11 مارس 1974 في كولومبيا، هو ملاكم محترف كولومبي يصنف ضمن فئة وزن الوسط.

## إحصائيات
خاض خلال مسيرته 42 نزالا، فاز في 26 وتعادل في 2 وخسر في 13. فاز بالضربة القاضية في 17 نزالا.

## روابط خارجية
- ويلسون الكورو على موقع بوكس ريك (الإنجليزية) (registration required)